# Corentin Moutet
Corentin Moutet (ur. 19 kwietnia 1999 w Paryżu) – francuski tenisista.

## Kariera tenisowa
Zawodowy tenisista od roku 2016. Finalista jednego turnieju o randze ATP Tour.
W zawodach Wielkiego Szlema najdalej awansował do czwartej rundy US Open 2022.
W rankingu gry pojedynczej najwyżej był na 51. miejscu (7 listopada 2022), a w klasyfikacji gry podwójnej na 425. pozycji (12 czerwca 2017).

### Finały w turniejach ATP Tour
| Legenda                                      |
| -------------------------------------------- |
| Wielki Szlem                                 |
| Igrzyska olimpijskie                         |
| Tennis Masters Cup / ATP Finals              |
| ATP Masters Series / ATP Tour Masters 1000   |
| ATP International Series Gold / ATP Tour 500 |
| ATP International Series / ATP Tour 250      |

#### Gra pojedyncza (0–1)
| Końcowy wynik | Nr | Data             | Turniej | Nawierzchnia | Przeciwnik     | Wynik finału |
| ------------- | -- | ---------------- | ------- | ------------ | -------------- | ------------ |
| Finalista     | 1. | 11 stycznia 2020 | Doha    | Twarda       | Andriej Rublow | 2:6, 6:7(3)  |